# Vanessa Marano
Vanessa Nicole Marano, född 31 oktober 1992 i Los Angeles i Kalifornien, är en amerikansk skådespelerska. Hon har bland annat synts i TV-serier som Brottskod: Försvunnen, Gilmore Girls, Scoundrels och The Young and the Restless. Hon är äldre syster till Austin och Ally-stjärnan Laura Marano.

## Filmografi

### Film
- Easy
- The Clique
- Dear Lemon Lima
- Your Father's Daughter
- The Secret Lives of Dorks
- Restless Virgins
- Senior Project
- Boys Life
- Hell on Earth
- Man of Your Dreams
- Restless Virgins
- The Brooke Ellison Story

### TV
- Without a Trace
- Grounded for Life
- Six Feet Under
- The Comeback
- Malcolm in the Middle
- Gilmore Girls
- Miss Guided
- The Closer
- Ghost Whisperer
- The Young and the Restless
- Trust Me
- Dexter
- Past Life
- Medium
- Scoundrels
- Parenthood
- Marry Me
- Private Practice
- Love Bites
- CSI: Crime Scene Investigation
- Switched at Birth
- Grey's Anatomy
- Boys Are Stupid, Girls Are Mean
- Perception
- NCIS: New Orleans
- Outcast
- Gilmore Girls: A Year in the Life
- Silicon Valley
- Station 19
- Dead Girls Detective Agency
- 9-1-1